# Mexiko-Rundfahrt
Die Mexiko-Rundfahrt (Vuelta y Ruta de Mexico) ist ein Straßenradrennen in Mexiko.
Seit 1948 fand das Etappenrennen jährlich mit Unterbrechungen statt. Die Rundfahrt trug zu Beginn bis 1953 den Namen „Vuelta al Centro de Mexiko“. Von 1954 bis 1973 war der Name der Rundfahrt „Vuelta de la Juventud“, dann bis 1980 „Vuelta Transpeninsular“. Es gab aber ständige Differenzen zwischen privaten Investoren und der mexikanischen Regierung. Die Streckenlänge und Anzahl der Etappen variierte stark. 1999 wurde die Vuelta al Centro de la República endgültig gestrichen. 2008 wurde eine neue, jährliche Rundfahrt – die Vuelta a Mexico Telmex – begonnen. Dieses Etappenrennen wurde in die UCI America Tour (UCI-Kategorie 2.2) eingestuft. Ab 2018 wurde wieder der Name „Vuelta de la Juventud“ verwendet.

## Palmarès
| Jahr | Fahrer                 |
| ---- | ---------------------- |
| 1948 | Eduardo Aguilar        |
| 1949 | Blaise Quaglieri       |
| 1950 | Ricardo García Peralta |
| 1951 | Ángel Romero Llamas    |
| 1952 | Ángel Romero Llamas    |
| 1953 | Ángel Romero Llamas    |
| 1954 | Ángel Romero Llamas    |
| 1956 | Rafael Vaca Váldez     |
| 1957 | Rafael Vaca Váldez     |
| 1960 | Porfirio Remigio       |
| 1961 | Jacinto Brito          |
| 1963 | Sabás Cervantes        |
| 1964 | Porfirio Remigio       |
| 1965 | Sabás Cervantes        |
| 1966 | Sabás Cervantes        |
| 1967 | Álvaro Pachón Morales  |
| 1968 | Wladimir Sokolow       |
| 1970 | Agustin Alcántara      |
| 1971 | Mario Corti            |
| 1972 | Alvaro Pachòn Morales  |
| 1973 | Rodolfo Vitela         |
| 1980 | Andrej Wedernikow      |
| 1982 | Bernardo Colex         |
| 1986 | Felipe Henriques       |
| 1988 | Miguel Arroyo          |

| Jahr      | Fahrer              |
| --------- | ------------------- |
| 1989      | Raúl Alcalá         |
| 1990      | Raúl Alcalá         |
| 1991      | Julio-César Ortegón |
| 1993      | Laurent Fignon      |
| 1994      | Raúl Alcalá         |
| 1995      | Luis Espinosa       |
| 1997      | José Luis Vanegas   |
| 1998      | Miguel Arroyo       |
| 1999      | José Luis Vanegas   |
| 2000–2007 | nicht ausgetragen   |
| 2008      | Glen Chadwick       |
| 2009      | Jackson Rodríguez   |
| 2010      | Óscar Sevilla       |
| 2011      | nicht ausgetragen   |
| 2012      | Julian Rodas        |
| 2013      | nicht ausgetragen   |
| 2014      | Juan Villegas       |
| 2015      | Francisco Colorado  |
| 2016–2017 | nicht ausgetragen   |
| 2018      | Luis Casares        |
| 2019      | Luis Villa          |
| 2020      | nicht ausgetragen   |
| 2021      | Luis Villa          |
| 2022      | Juan Carlos Orozco  |
| 2023–2024 | nicht ausgetragen   |